# Герб Іраку
Герб Іра́ку — державний герб Республіки Ірак.

## Опис
Гербовий щит — трикутний із загостренням у главі. Поле щита заповнене іракським прапором. Щит розташований на Орлі Саладіна, пов'язаному з Пан-арабізмом XX-го сторіччя. У кігтях орла — сувій з арабськими словами «الجمهورية العراقية» (al-Jumhuriya al-`Iraqiya або «Іракська республіка»).

## Історія
Перша постмонархічна державна емблема Іраку була заснована на стародавньому символі сонця, і уникала арабської символіки. Герб був прийнятий в 1959, і містив зображення червоно-жовтої восьмикінечної зірки, що символізує сонце, що сходить. У її центрі в обрамленні двох кривих шабель розташовувалося коло з пшеничними колосками і написом «Іракська Республіка».
Проте в 1965 прийнятий герб, який містив Орла Саладіна. На відміну від сьогоднішнього герба, він не містив тексту в щиті на грудях орла і смуги прапорів були розміщені вертикально. У 1991 смуги стали горизонтальними. У 2004 у щит знову були внесені зміни, щоб він відповідав новоприйнятому прапору Іраку.

Герб Іраку з 1921 по 1958
Герб Іраку з 1959 по 1965
Герб Іраку з 1965 по 1991
Герб Іраку з 1991 по 2004
Герб Іраку з 2004 по 2008